# Chieming
Chieming település Németországban, azon belül Bajorországban. Lakosainak száma 5065 fő (2023. december 31.). Chieming Traunstein, Nußdorf és Chiemsee községekkel határos.

## Népesség
A település népessége az elmúlt években az alábbi módon változott:
| Lakosok száma | 724  | 1972 | 3413 | 3685 | 4715 | 4793 | 4922 | 4908 | 5084 | 5065 |
|               | 1875 | 1950 | 1975 | 1987 | 2012 | 2014 | 2016 | 2017 | 2021 | 2023 |